# Cortes de Leiria de 1254

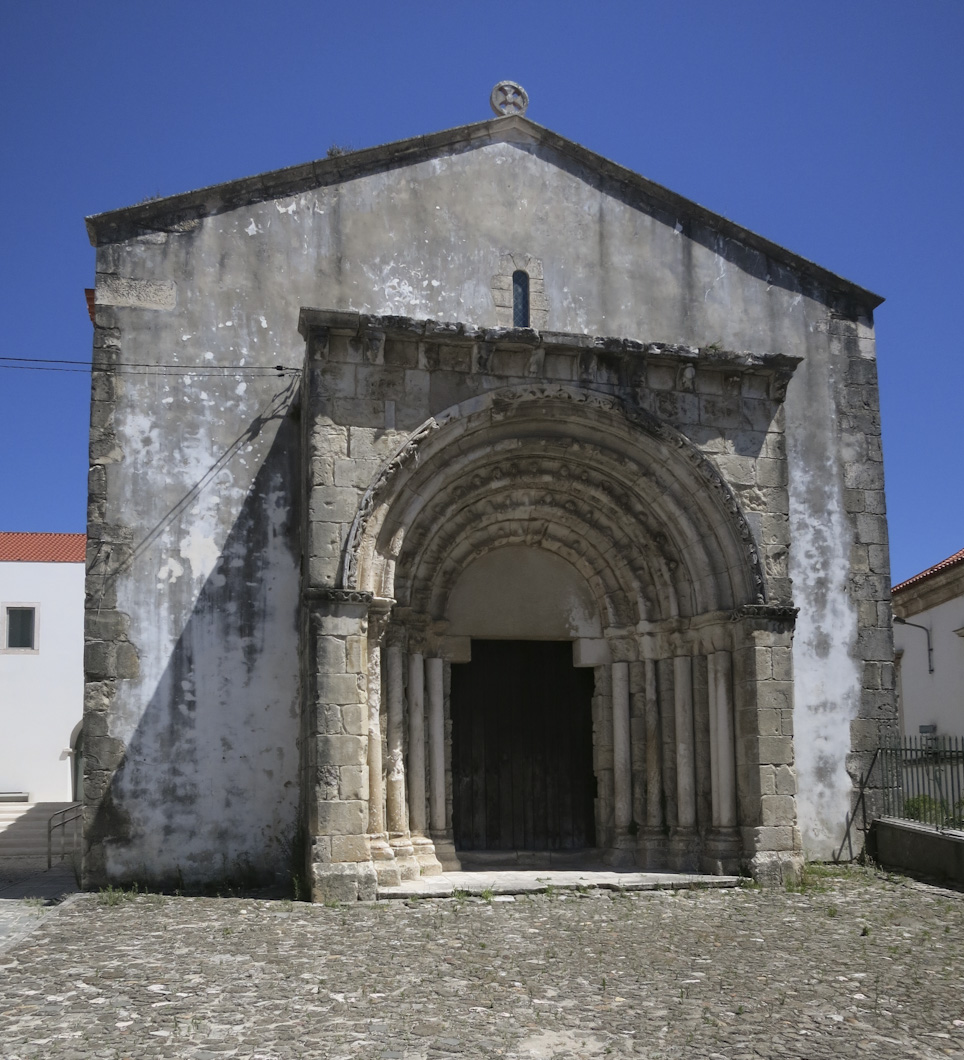
Igreja de S. Pedro, em Leiria, onde decorreram as cortes.

As Cortes de Leiria de 1254 foram convocadas pelo Rei D. Afonso III, depois da reação por parte da população ao anúncio feito em Dezembro de 1253 que haveria uma nova quebra da moeda. Os historiadores consideram que foi nestas Cortes que, pela primeira vez,  representantes formais dos Povos participaram ao lado da Nobreza e do Clero.
Segundo Marcelo Caetano, as Cortes de Leiria extinguiram a Cúria Régia e foram o início de um "pacto político" entre o monarca e os seus súbditos. O tema principal destas cortes foi a quebra de moeda tendo Afonso III prometido que não voltaria a fazê-lo em troca de um imposto sobre o rendimento à escala do reino, como a moneda forera de Leão (o monetagium).
Muitos aceitam as Cortes de Leiria de 1254  como a primeira tentativa de parlamentarismo em Portugal. O que é certo é que estas cortes abriram caminho a uma das primeiros limitações constitucionais escritas no mundo (o Instrumentum Super Factio Monete) de 1261. Ao contrário da afamada Magna Carta de Inglaterra, o Instrumentum Super Factio Monete constituiu uma efetiva restrição constitucional.
Segundo alguns, as Cortes tiveram lugar na Igreja de São Pedro, que se localiza dentro das muralhas do Castelo de Leiria.